# آسمانه

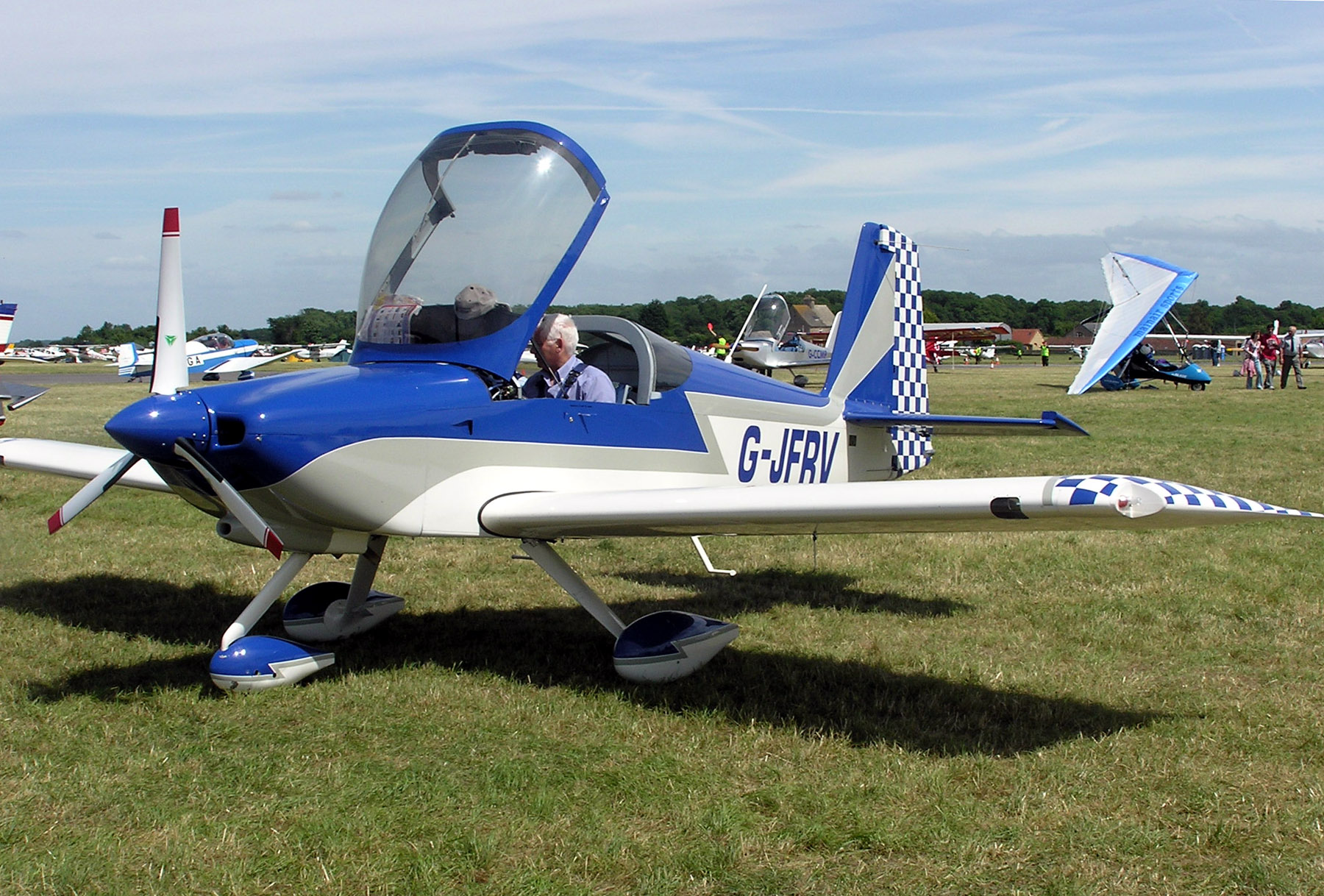
آسمانه باز هواپیمای آروی-۷

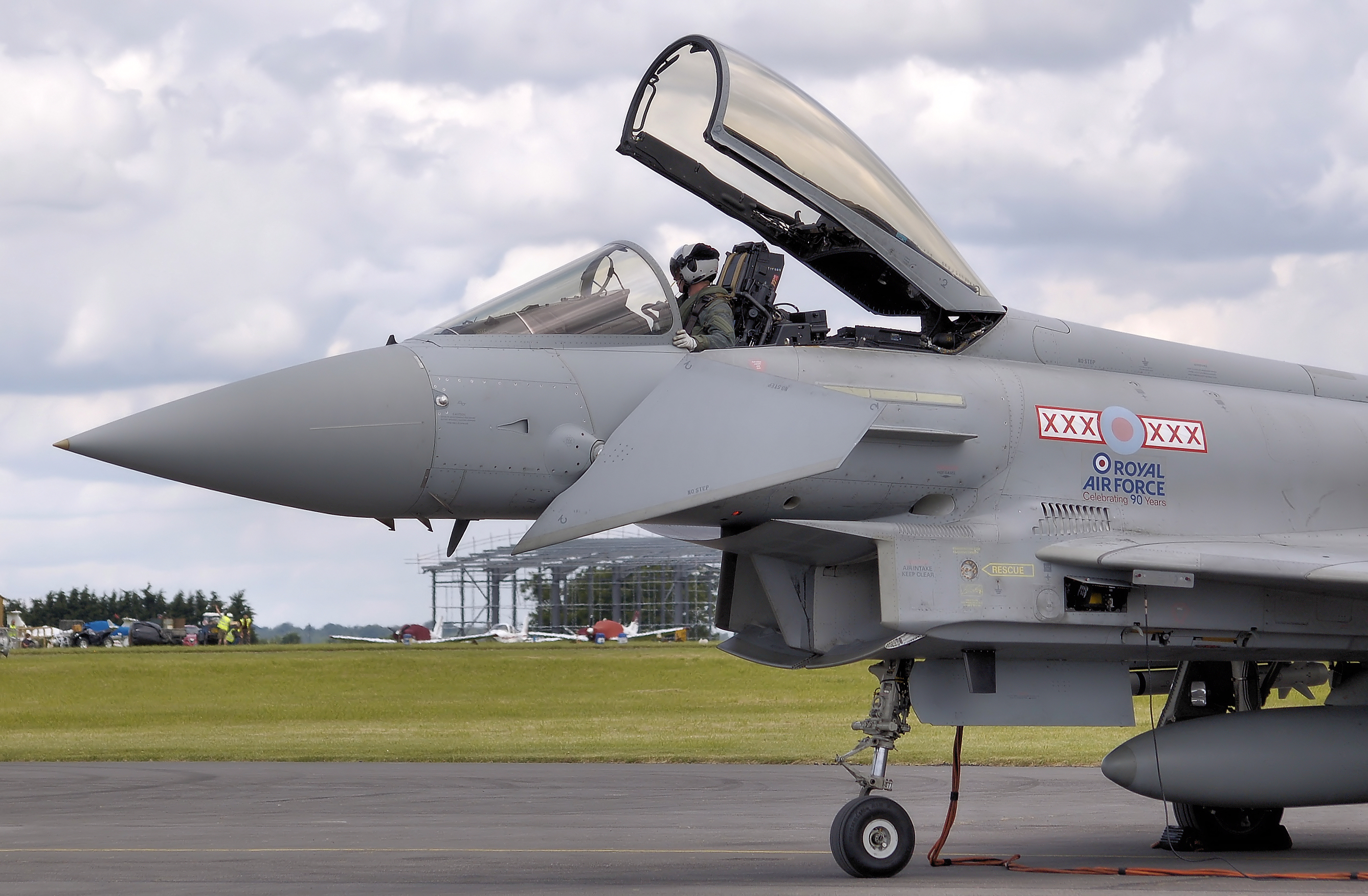
آسمانه باز هواپیمای تایفون

پوشش شفاف اتاقک هواپیماهای جنگی و آموزشی و تفریحی که خلبان را از جریان باد و عوامل جوّی محافظت می‌کند آسمانه یا کاناپی (به انگلیسی: canopy) نام دارد.
آسمانه در بعضی از هواپیماها محفظه‌ای فرانما است که در بالای کابین خلبان قرار دارد. آسمانه کاربران هواپیما را از باران و صدا محافظت می‌کند.

## نگارخانه

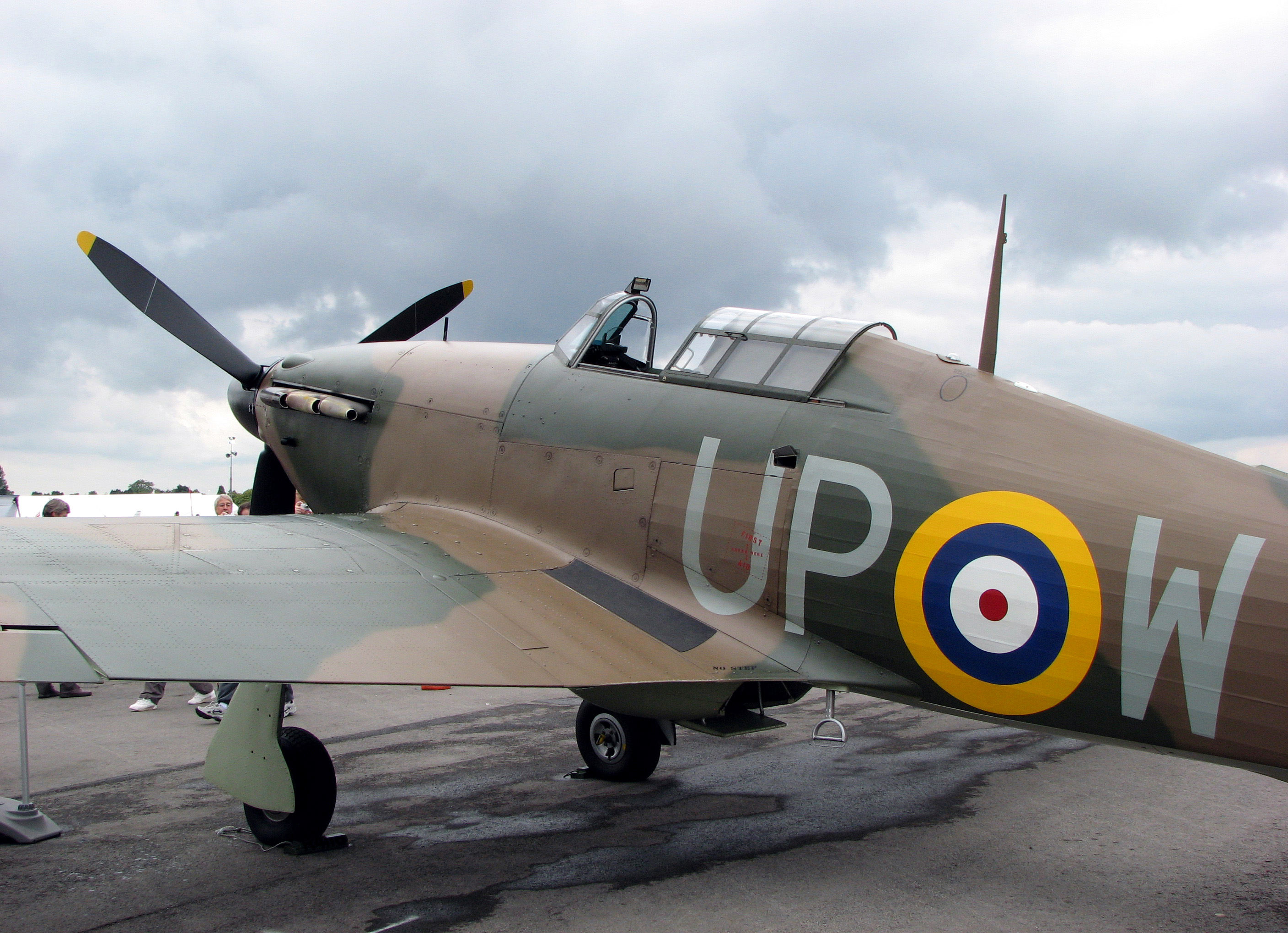
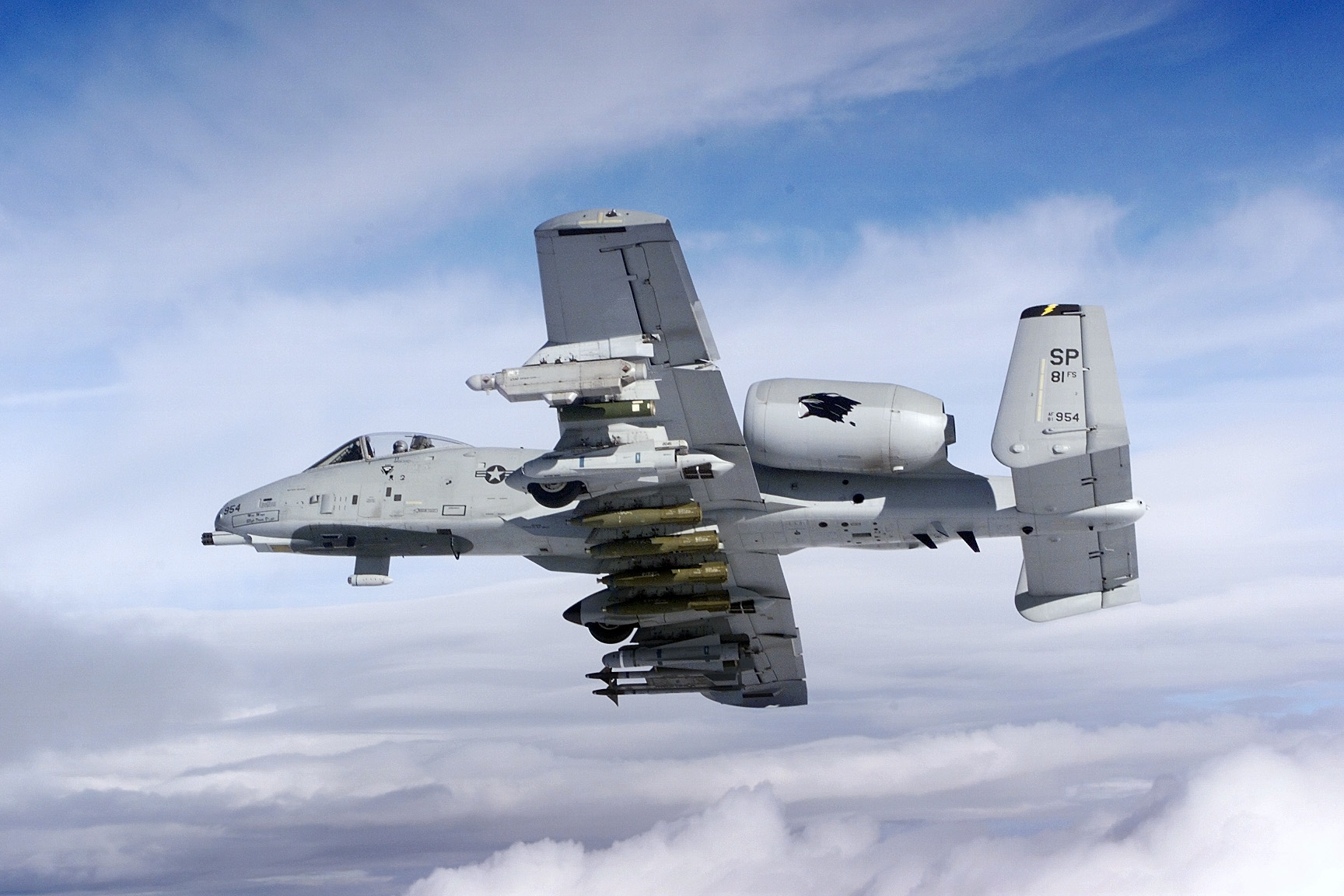
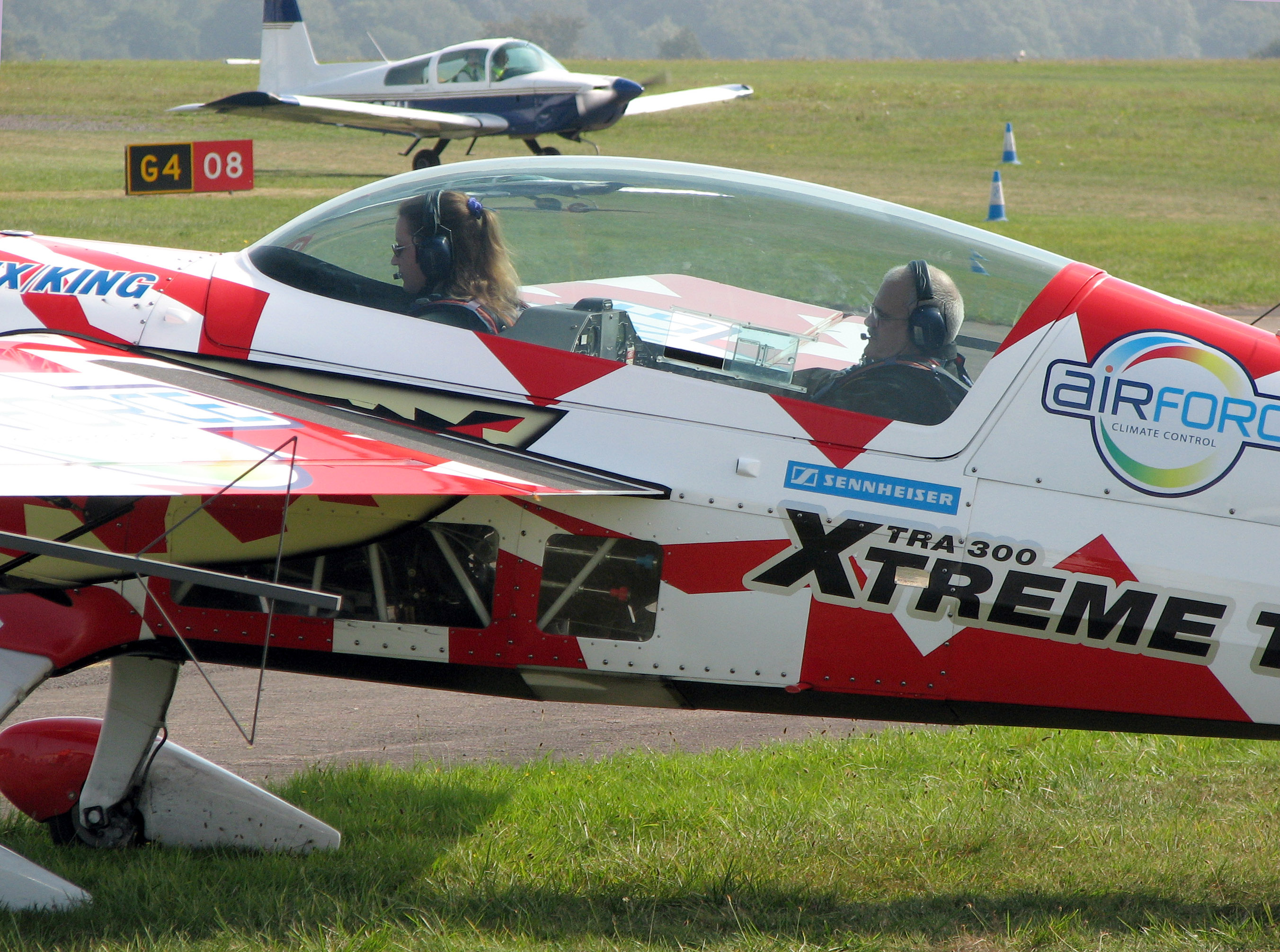